# Premio Álvaro Contreras
El Premio Álvaro Contreras, es un premio hondureño que es otorgado a escritores, políticos, periodistas nacionales e internacionales. El Premio fue establecido mediante Decreto n.º 34 y emitido por el soberano Congreso Nacional de Honduras. 

## Decreto del Congreso
El Congreso Nacional de Honduras decretó el 18 de febrero de 1926 que: 
- Artículo 1o. Facultar al Poder Ejecutivo para que haga imprimir por cuenta del Estado la obra científica, política y literaria del eminente orador centroamericano, don Álvaro Contreras.,
- Artículo 2o. La obra publicada en número de tres mil ejemplares, corresponderá al Estado para su distribución en los centros docentes del país.,
- Artículo 3o. La persona que haga la compilación será gratificada con un mil pesos plata, que erogará la Tesorería General de Instrucción

Fue firmado por, entre otros, Miguel Paz Barahona.

## Premiados
Listado de los galardonados con el premio Álvaro Contreras:
| Nombre premiado                      | año  |  |
| ------------------------------------ | ---- |  |
| Alejandro Castro                     | 1983 |  |
| Ventura Ramos                        | 1984 |  |
| Enrique Gómez Zelaya                 | 1985 |  |
| Eliseo Pérez Cadalso                 | 1986 |  |
| Rodrigo Wong Arévalo                 | 1987 |  |
| Manuel Gamero                        | 1988 |  |
| Gustavo Acosta Mejía                 | 1989 |  |
| Herman Allan Padgett                 | 1990 |  |
| Adán Elvir Flores                    | 1991 |  |
| Amílcar Santamaría                   | 1992 |  |
| Napoleón Mairena Tercero             | 1993 |  |
| Dionisio Ramos Bejarano              | 1994 |  |
| Armando Cerrato Cortés               | 1995 |  |
| José Francisco Morales Cálix         | 1996 |  |
| Julio César Marín López              | 1997 |  |
| Andrés Torres Rodríguez              | 1998 |  |
| Alfredo René Zepeda Flores           | 1999 |  |
| Nelson Edgardo Fernández             | 2000 |  |
| Luis Edgardo Vallejo Hernández       | 2001 |  |
| Jacobo Goldstein                     | 2002 |  |
| Miriam Mercado Gutiérrez             | 2003 |  |
| Gabriel García Ardón                 | 2004 |  |
| Juan Carlos Barahona                 | 2005 |  |
| Ninfa Aurora Arias Ardón             | 2006 |  |
| Ava Rossana Guevara Pinto            | 2007 |  |
| Francisco Javier Mejía               | 2008 |  |
| Renato Álvarez                       | 2009 |  |
| Jorge Talavera Sosa                  | 2010 |  |
| Edgardo Alonso Melgar Mejía          | 2011 |  |
| Nahúm Valladares Valladares          | 2012 |  |
| Jonathan Roussel Toledo              | 2013 |  |
| Marlen Perdomo Aníbal Erazo Alvarado | 2014 |  |
| María Antonia de Fuentes             | 2015 |  |
| Carlos Mauricio Flores               | 2016 |  |
| Blanca Moreno                        | 2017 |  |
| José Elán Reyes Pineda               | 2018 |  |
| Salomón Salguero                     | 2019 |  |
| Mario Hernan Ramírez                 | 2020 |  |
| Enma Calderón                        | 2021 |  |